# Ariadna kolbei
Ariadna kolbei là một loài nhện trong họ Segestriidae.
Loài này thuộc chi Ariadna. Ariadna kolbei được William Frederick Purcell miêu tả năm 1904.